# Jaggayyapet
Jaggayyapet is een nagar panchayat (plaats) in het district NTR van de Indiase staat Andhra Pradesh. 

## Demografie
Volgens de Indiase volkstelling van 2001 wonen er 39.817 mensen in Jaggayyapet, waarvan 51% mannelijk en 49% vrouwelijk is. De plaats heeft een alfabetiseringsgraad van 67%. 